# Гришакин, Александр Дмитриевич
Александр Дмитриевич Гришакин (1902—1963) — начальник Управления НКВД по Тульской области, генерал-майор (1945).

## Биография
Член ВКП(б) с 1928. В 1933 окончил Владивостокский вечерний коммунистический университет. С декабря 1918 до октября 1924 делопроизводитель таможни во Владивостоке. Затем до ноября 1925 помощник уполномоченного Приморского губернского отдела ГПУ. С ноября 1925 до февраля 1926 в войсках ОГПУ. С февраля 1926 до августа 1930 регистратор, контролёр, старший контролёр уполномоченного морского контрольно-пропускного пункта, уполномоченный комендант, помощник уполномоченного 59-го пограничного отряда ОГПУ во Владивостоке. С августа 1930 до февраля 1936 начальник оперативной группы, адъютант, инспектор снабжения, секретарь начальника Управления пограничной и внутренней охраны Полномочного представительства ОГПУ при СНК СССР - Управления НКВД по Дальне-Восточному краю. С февраля 1936 до февраля 1937 помощник начальника морского контрольно-пропускного пункта 62-го пограничного отряда НКВД во Владивостоке. С февраля до октября 1937 комендант пограничного участка 63-го пограничного отряда НКВД в Еврейской автономной области. С октября 1937 до 3 февраля 1938 оперативный секретарь Главного управления рабоче-крестьянской милиции НКВД СССР, затем до августа 1938 секретарь заместителя народного комиссара внутренних дел СССР В. В. Чернышёва. После чего до июня 1942 начальник Секретариата заместителя народного комиссара внутренних дел СССР, заместитель начальника Секретариата Управления НКВД по Московской области. С июля 1942 до мая 1943 заместитель начальника Управления НКВД по Тульской области и с 7 мая 1943 до 12 января 1950 начальник Управления НКВД по Тульской области. С января 1950 до апреля 1952 заместитель директора базы № 10 (Челябинск-40). С апреля 1952 до марта 1954 1-й заместитель начальника исправительно-трудового лагеря Сталинградгидростроя МВД в посёлке Волжский. С мая 1954 на пенсии.

### Звания
- капитан;
- капитан государственной безопасности, 21.05.1939;
- майор государственной безопасности, 17.10.1942;
- комиссар государственной безопасности, 14.03.1944;
- генерал-майор[2], 09.07.1945.

### Награды
- орден Красного Знамени, 20.09.1943;
- орден Красного Знамени, 03.11.1944[3];
- орден Ленина, 30.01.1951[3];
- медали
  - медаль «За трудовую доблесть», 26.04.1940;
- знак «Почетный работник ВЧК-ГПУ (XV)»,  09.05.1938.